# ذي يزن بن هيثم آل سعيد
ذي يزن بن هيثم بن طارق آل سعيد (من مواليد21 أغسطس 1990م في مسقط، سلطنة عمان) هو النجل البكر لسلطان عُمان هيثم بن طارق آل سعيد، وأمه السيدة الجليلة عهد بنت عبد الله البوسعيدية. تلقى تعليمه الأساسي والثانوي في مدرسة مسقط العالمية، ونشأ في كنف الأسرة المالكة في سلطنة عمان.
تولى منصب وزير الثقافة والرياضة والشباب 18 أغسطس 2020 وذلك عقب إنشاء الوزارة بدمج كل من وزارة الشؤون الرياضية، وزارة التراث والثقافة، ووزارة شؤون الفنون، واللجنة الوطنية للشباب.
سبق له أن عمل في وزارة الخارجية العمانية منذ عام 2013م وشغل منصبًا في السفارة العمانية في لندن لمدة خمس سنوات اعتبارًا من عام 2014.

## حياته
بعد إتمامه التعليم المدرسي في سلطنة عمان، انتقل ذي يزن بن هيثم إلى المملكة المتحدة حيث حصل على درجة البكالوريوس في العلوم السياسية من جامعة أكسفورد في بريطانيا ثم نال درجة الماجستير في التاريخ من الجامعة نفسها.
في 21 يوليو 2022 أعلنت أكاديمية ساندهيرست العسكرية الملكية في المملكة المتحدة عبر حسابتها الرسمية في مواقع التواصل الاجتماعي عن إقامة احتفال بتخريج الدفعة العسكرية رقم 222، والمقرر في 23 يوليو 2022 والذي يصادف ذكرى تولي السلطان قابوس بن سعيد مقاليد الحكم في سلطنة عمان.
شارك السيد ذي يزن ضمن هذه الدفعة، في إطار ما اعتبرته الأوساط العمانية رمزية وجدانية، نظرًا لارتباط السلطنة بالأكاديمية منذ ستينيات القرن الماضي، حيث تلقى السلطان قابوس تعليمه العسكري فيها وتخرج برتبة ملازم ثانٍ.
رعى الحفل السلطان هيثم بن طارق وبحضور السيدة الجليلة عهد بنت عبد الله البوسعيدية ونجلهما صاحب السمو السيد بلعرب بن هيثم.
عُين ذي يزن بن هيثم بن طارق آل سعيد وزيراً في أول تشكيل وزاري أجراه السلطان هيثم بن طارق، حيث تولى حقيبة الثقافة والرياضة والشباب.
قبل توليه المنصب الوزاري، عمل في السفارة العُمانية لدى المملكة المتحدة، وكان راعيا لعدد من الفعاليات الشبابية من بينها حفل يوم الشباب العماني في أكتوبر 2019، وكأس السلطان لكرة القدم في الشهر نفسه.

## المسيرة المهنية
بدأ صاحب السمو السيد ذي يزن بن هيثم آل سعيد مسيرته المهنية في وزارة الخارجية العمانية عام 2013، حيث عمل في ديوان عام الوزارة، ثم انتقل في عام 2014 إلى السفارة العمانية في لندن، وشغل منصب سكرتير ثانٍ لمدة خمس سنوات، وخلال هذه الفترة اكتسب خبرة دبلوماسية في الشؤون الدولية، وأسهم في تطوير العلاقات الثنائية بين سلطنة عمان والمملكة المتحدة.
شارك السيد ذي يزن في عدد من الفعاليات الدولية البارزة، من بينها:
- حفل افتتاح كأس العرب FIFA الذي أقيم في دولة قطر في ديسمبر 2021م
- عرض وندسور الملكي للخيول في المملكة المتحدة في مايو 2022، ضمن احتفالات اليوبيل البلاتيني للملكة إليزابيث الثانية.[8]
- حفل افتتاح بطولة كأس العالم FIFA قطر 2022[9] وفي نوفمبر 2022وفي إطار أنشطته الوزارية، قام بعدة زيارات ومشاركات دولية، من أبرزها:
- زيارة رسمية إلى العاصمة الروسية موسكو في ديسمبر 2023، التقى خلالها الرئيس فلاديمير بوتين، وبحث سبل تعزيز التعاون الثنائي في مجالات الثقافة والشباب والرياضة[10]
- افتتاح جناح سلطنة عمان في بينالي البندقية للفنون بإيطاليا[11] في أبريل 2022
- المشاركة في افتتاح معرض الدوحة الدولي للكتاب في نسخته الـ33 في مايو 2024[12]
- زيارة رسمية إلى جمهورية أنغولا في مايو 2024[13]، لتعزيز التعاون بين البلدين.
- المشاركة في المنتدى الاقتصادي العالمي في الرياض، المملكة العربية السعودية، في أبريل 2024، والذي شهد توقيع مذكرة تفاهم بين وزارة الثقافة والرياضة والشباب العمانية ووزارة الثقافة السعودية لتعزيز التعاون الثقافي بين البلدين.[14]
- افتتاح جناح سلطنة عمان في معرض إكسبو أوساكا 2025 في اليابان[15]، ولقاء أمبراطور اليابان[16] خلال الزيارة.

## تولي وزارة الثقافة والرياضة والشباب
في 18 أغسطس 2020، صدر المرسوم السلطاني رقم 111 / 2020 بتشكيل مجلس الوزراء ونص على تعيين صاحب السمو السيد ذي يزن بن هيثم آل سعيد وزيرًا للثقافة والرياضة والشباب.
وفي اليوم نفسه، صدر المرسوم السلطاني رقم 87/2020 بإنشاء وزارة الثقافة والرياضة والشباب وتحديد اختصاصاتها واعتماد هيكلها التنظيمي، وجاء إنشاء الوزارة ضمن عملية دمج شملت
- وزارة الشؤون الرياضية
- وزارة شؤون الفنون
- اللجنة الوطنية للشباب
- نقل الاختصاصات الثقافية من وزارة التراث والثقافة

ويُعد هذا الدمج جزءًا من توجهات الحكومة العمانية لتحقيق تكامل القطاعات ورفع كفاءتها المؤسسية، بما يتماشى مع أهداف رؤية عمان 2040.
في إطار مسؤوليته الوزارية، أطلقت الوزارة تحت إشراف السيد ذي يزن عدة برامج وخطط تهدف إلى:
- تعزيز الهوية الوطنية
- تنمية الطاقات الإبداعية
- توفير بيئة داعمة للمواهب والنشء
- دعم مشاركة الشباب في عملية التنمية المستدامة[20]

## المبادرات والمشاريع الاستراتيجية

### رعاية ملتقى "معًا نتقدم"
يُعد ملتقى "معًا نتقدم" مبادرة وطنية تنفذها الأمانة العامة لمجلس الوزراء سنويًا لتعزيز المشاركة المجتمعية والتواصل بين الحكومة والمجتمع. حظي الملتقى في نسخه الثلاث الأولى برعاية صاحب السمو السيد ذي يزن بن هيثم آل سعيد.
تضمنت النسختان الثانية والثالثة من الملتقى جلسات حوارية تفاعلية مع سموه تناولت قضايا الثقافة والرياضة والشباب، كما تم خلالها الإعلان عن مشاريع استراتيجية، من أبرزها:
- تخصيص الأندية الرياضية بهدف تحويلها إلى كيانات مستقلة ماليًا وإداريًا
- مشروع المدينة الرياضية المتكاملة بولاية المصنعة لتكون مركزًا للرياضات والفعاليات الرياضية الكبرى.[22]

### مركز الشباب
أُعلن عن إنشاء مركز الشباب في نوفمبر 2021، تزامنًا مع العيد الوطني الحادي والخمسين، كمبادرة من وزارة الثقافة والرياضة والشباب، تحت إشراف الوزير ذي يزن بن هيثم. يهدف المركز إلى تنمية مهارات الشباب، ودعم مواهبهم في مجالات متعددة مثل الثقافة والفنون والرياضة والابتكار.
وقد نفذ المركز منذ تأسيسه أكثر من:
- 188 برنامجًا وورشة تدريبية
- دعم أكثر من 538 مؤسسة صغيرة ومتوسطة
- استفاد من خدماته أكثر من 180 ألف شاب وشابة

ويضم المركز مرافق متطورة منها مساحات عمل مشتركة، مختبرات للابتكار، استوديوهات فنية، قاعات تدريبية متعددة الأغراض.
كما أعلنت الوزارة عن خطة لافتتاح فروع للمركز في مختلف محافظات السلطنة، بهدف تعميم الاستفادة وتعزيز الشمولية في تمكين الشباب

### يوم الشباب العماني
يُحتفل بـ يوم الشباب العماني سنويًا في 26 أكتوبر، ويشرف على فعالياته وزير الثقافة والرياضة والشباب، يشمل الاحتفال تكريم الشباب المجيدين في مختلف المجالات، وتسليط الضوء على المبادرات الشبابية التي أسهمت في التنمية الوطنية. وفي كلمةٍ لسمو السيد ذي يزن بمناسبة يوم الشباب العُماني قال:"
في يوم السادس والعشرين من أكتوبر يطيب لنا أن نهنئ الشباب العُماني بيومهم الذي تحتفل به سلطنة عمان كلَّ عام، مجددين التأكيد على أهمية دورِ الشباب في بناء الأُمم؛ فهُم فكرها وسواعدها نحو التقدُّم والازدهار، وتمكينهم أولويةُ هذا البلد المعطاء."

### مشروع مجمع عمان الثقافي
يُعد مجمع عمان الثقافي من المشاريع الاستراتيجية لوزارة الثقافة والرياضة والشباب، ويهدف إلى تعزيز البنية التحتية الثقافية.
يتضمن المشروع مرافق متعددة تشمل:
- مسرحًا رئيسيًا
- قاعات للعروض والمعارض
- مكتبة متخصصة
- مرافق تعليمية داعمة للابتكار .[30]

وضع حجر الأساس للمشروع في عام 2022، تحت رعاية جلالة السلطان هيثم بن طارق المعظم .
ويُعَد المشروع ركيزة أساسية في جهود الوزارة لتعزيز الهوية الوطنية وبناء مجتمع معرفي منفتح على الثقافات العالمية.

### برنامج الانضباط العسكري
أطلق برنامج الانضباط العسكري في أكتوبر 2023 بمحافظة ظفار، بتنفيذ مشترك بين الوزارة ووزارة الدفاع ممثلة في الجيش السلطاني العماني، بمشاركة مؤسسات حكومية أخرى.
استهدف البرنامج تدريب نحو 1500 شاب وشابة تتراوح أعمارهم بين 18 و29 عامًا، وهدف إلى:
- غرس قيم الالتزام والانضباط والمسؤولية الوطنية
- تنمية المهارات القيادية والسلوكية
- تعزيز الجاهزية البدنية والذهنية
- بناء روح العمل الجماعي

## الأوسمة
| تاريخ الوسام | الوسام                                             | التفاصيل |
| ------------ | -------------------------------------------------- | --- |
| نوفمبر 2024  | وسام عُمان من الدرجة الأولى                         | منحه السلطان هيثم بن طارق لصاحب السمو السيد ذي يزن بن هيثم بمناسبة العيد الوطني الرابع والخمسين تقديرًا لدوره في أداء واجبه الوطني ضمن قطاع الثقافة والرياضة والشباب |
| يناير 2024   | وسام الشيخ عيسى بن سلمان آل خليفة من الدرجة الأولى | تقديرًا من جلالة ملك مملكة البحرين لسموّه وتعبيرًا عن عمق العلاقات التاريخيَّة الوطيدة بين سلطنة عُمان ومملكة البحرين                                                     |

## الرؤى والتطلعات المستقبلية
يُؤمن صاحب السمو السيد ذي يزن بن هيثم آل سعيد بأهمية تمكين الشباب واستثمار طاقاتهم في بناء مستقبل عمان. ويرى أن الثقافة والرياضة والاهتمام بالشباب تمثل ركائز أساسية في دعم الهوية الوطنية وتعزيز المشاركة المجتمعية، بما يُسهم في إعداد جيل واعٍ قادر على الإسهام في النهضة المتجددة.
ويؤكد سموه أن التنمية المستدامة تمر عبر إطلاق الطاقات الإبداعية، وتوظيف المعرفة والابتكار، وترسيخ قيم المواطنة والانفتاح الثقافي، بما يُعزز من مكانة سلطنة عمان إقليميًا ودوليًا.

## الحياة الشخصية
في 24 أبريل 2025، احتفلت الأسرة المالكة بعقد قران صاحب السمو السيد ذي يزن في قصر العلم العامر بالعاصمة مسقط، وأقيم حفل الزفاف في 1 مايو 2025م بقصر البركة العامر، بمشاركة عدد من أفراد الأسرة الحاكمة وكبار الشخصيات.

### نسبه
ينتمي السيد ذي يزن إلى أسرة آل بوسعيد الحاكمة في سلطنة عمان، ويعود نسبه إلى الإمام أحمد بن سعيد البوسعيدي مؤسس الدولة آل بو سعيد والتي تحكم عُمان منذ عام 1741م. اسمه الكامل هو:
ذي يزن بن هيثم بن طارق بن تيمور بن فيصل بن تركي بن سعيد بن سلطان بن أحمد بن سعيد بن أحمد بن محمد بن خلف بن سعيد بن مبارك البوسعيدي

### أسرته
للسيد ذي يزن ثلاثة أشقاء من والديه وهم:
1. بلعرب بن هيثم بن طارق.
2. ثريا بنت هيثم بن طارق.
3. أميمة بنت هيثم بن طارق.[44]

## وصلات خارجية
- مركز الشباب
- وزارة الثقافة والرياضة والشباب في سلطنة عمان
- رؤية عمان 2024